# Alessia Rotta
Alessia Rotta (Tregnago, 12 settembre 1975) è una politica italiana, deputata alla Camera dal 15 marzo 2013 al 12 ottobre 2022 per il Partito Democratico.

## Biografia
Nata a Tregnago, ha vissuto i primi anni della sua vita a Sommacampagna, nella provincia di Verona, e, dopo aver conseguito la maturità classica al liceo ginnasio statale Scipione Maffei di Verona, si è laureata in scienze della comunicazione con una tesi su "La periferia nel cinema francese" all'Università di Bologna avendo come relatore Umberto Eco.
Dal 2004 lavora come giornalista presso l'emittente televisiva veronese Telearena, iscrivendosi nel 2006 all'Ordine dei giornalisti, entrando nel comitato di redazione nel 2012 ed è stata rappresentante sindacale.

## Attività politica

### Elezione a deputata
Nel dicembre 2012 partecipa alle elezioni primarie Parlamentarie del Partito Democratico (PD) per scegliere i candidati al Parlamento alla imminenti elezioni politiche, risultando con 2.409 voti la donna più votata a Verona, venendo candidata alla Camera dei deputati, tra le liste del PD nella circoscrizione Veneto 1 in tredicesima posizione, venendo eletta deputata. Nel corso della XVII legislatura ha fatto parte della 9ª Commissione Trasporti, poste e telecomunicazioni e della 11ª Commissione Lavoro pubblico e privato.

### Responsabile della comunicazione PD
Alle primarie del PD del 2013 sostiene la mozione del sindaco di Firenze Matteo Renzi, che lo vedranno prevalere con un ampio margine del 67,55% di voti rispetto a Gianni Cuperlo (18,21%) e Pippo Civati (14,24%), entrando a far parte della Direzione Nazionale del PD.
Il 16 settembre 2014 viene nominata dal segretario Renzi come Responsabile con delega alla comunicazione nella segreteria nazionale del PD.
Alle primarie del PD del 2017 appoggia la rielezione di Renzi a segretario del partito, dov'è stata membro del coordinamento nazionale della sua mozione, che vince con quasi il 70% dei voti, venendo confermata come membro della Direzione Nazionale, ma non all'interno della segreteria nazionale.

### Rielezione alla Camera
Alle elezioni politiche del 2018 viene ricandidata alla Camera per il Partito Democratico sia nel collegio uninominale Veneto 2 - 09 (Verona), sostenuta dalla coalizione di centro-sinistra, che nel collegio plurinominale Toscana - 04; nell'uninominale ottiene il 25,62% dei voti e viene superata dal candidato del centro-destra, in quota Lega, Vito Comencini, mentre nel plurinominale risulta rieletta a Montecitorio. Nella XVIII legislatura della Repubblica è stata vice-capogruppo vicario del gruppo parlamentare del PD alla Camera dal 18 aprile 2018 al 8 aprile 2021, componente della 14ª Commissione Politiche dell'Unione europea e, in sostituzione del sottosegretario all'ambiente e alla tutela del territorio e mare Roberto Morassut, della 6ª Commissione Finanze e, infine, presidente della 8ª Commissione Ambiente, territorio e lavori pubblici della Camera dal 29 luglio 2020.
In vista delle primarie del PD del 2019 sostiene la mozione del segretario uscente Maurizio Martina, ex ministro delle politiche agricole nei governi Renzi e Gentiloni e rappresentante l'area "filo-renziana" del partito, che risulterà perdente arrivando secondo con il 22% dei voti dietro a Nicola Zingaretti (66%). Successivamente aderisce alla corrente interna del PD "Base Riformista", di stampo riformista e centrista, guidata da Lorenzo Guerini e Luca Lotti.

### Consigliera comunale di Verona
Alle elezioni amministrative del 2022 si candida al consiglio comunale di Verona, tra le liste del Partito Democratico a sostegno del candidato sindaco del centro-sinistra Damiano Tommasi, venendo eletta con 1.009 preferenze consigliera comunale. Successivamente viene nominata, in rappresentanteza del Comune di Verona, nel consiglio di amministrazione di Autostrada del Brennero A22.
Alle elezioni politiche anticipate del 2022 viene ricandidata alla Camera, come capolista del Partito Democratico - Italia Democratica e Progressista nel collegio plurinominale Veneto 2 - 03, ma risulta non rieletta e rimanendo escluso dal Parlamento della XIX legislatura.
Alle primarie del PD del 2023 sostiene la mozione di Stefano Bonaccini, presidente della Regione Emilia-Romagna dal 22 dicembre 2014, ma viene sconfitto dalla deputata del PD Elly Schlein, venendo comunque ancora confermata nella Direzione Nazionale del PD.